# Nowa Ruda
Nowa Ruda là một thị trấn thuộc hạt Kłodzko, tỉnh Silesian Hạ, phía tây nam Ba Lan gần với biên giới Séc, nằm trên sông Włodzica chảy qua dãy núi Sudetes. Từ năm 1975 - 1998, thị trần nằm trong tỉnh Wałbrzych, kể từ năm 1999 đến nay, nó thuộc quyền quản lý của tỉnh Silesian Hạ. Thị trấn có diện tích 37,04 km2. Tính đến năm 2007, dân số của thị trấn là 25.240 người với mật độ 680 người/km².

## Lịch sử
Vào đầu thời Trung cổ, chính người Đức là những người đầu tiên định cư ở khu vực này. Từ năm 1363, thị trấn còn được biết đến với tên gọi Newenrode. Vào năm 1434, Nowa Ruda được trao đặc quyền thị trấn theo luật Magdeburg. Thị trấn từng là trụ sở của Landkreis Neurode cho đến năm 1932, khi nó được tái hợp nhất thành Landkreis Glatz.
Sau Chiến tranh thế giới lần thứ hai, khu vực này trở thành một phần của Ba Lan, khi Thủ tướng Đức Willy Brandt thông qua Chính sách Neue Ostpolitik, bình thường hoá quan hệ giữa Cộng hoà Liên bang Đức và Đông Âu. Vào ngày 28 tháng 6 năm 1972, các giáo xứ Công giáo Nowa Ruda được chuyển từ giáo phận Hradec Králové sang Tổng giáo phận Wrocław. [1]
Khu vực này còn được chú ý bởi nguồn trữ lượng quặng sắt vô cùng phong phú. Cho đến năm 2000, một mỏ than và một mỏ gabbro ở Słupiec của Nowa Ruda đã được đưa vào khai thác.

## Những nhân vật nổi tiếng xuất thân từ thị trấn
- Franz Eckert - nhà soạn nhạc
- Edyta Geppert - ca sĩ
- Friedrich Kayßler - diễn viên và nhà văn
- Karol Maliszewski - nhà thơ
- Joachim von Pfeil (1857-1924) - nhà thám hiểm người Đức
- Hans Albrecht Freiherr von Rechenberg [de] - chính trị gia
- Werner Steinberg [de] - nhà văn
- Olga Tokarczuk - nhà văn
- Gero Trauth - họa sĩ, nhà thiết kế
- Krzysztof Tyniec - diễn viên
- Robert Więckiewicz - diễn viên
- Joseph Wittig (1879 - 1949) - nhà thần học và nhà văn người Đức

## Liên kết ngoại
- (tiếng Ba Lan) Online radio and hottest news website
- (tiếng Ba Lan) Private Internet Wortal of Nowa Ruda
- (tiếng Ba Lan) Nowa Ruda online - citizens' site Lưu trữ ngày 1 tháng 7 năm 2013 tại Wayback Machine